# Pseudominolia gradata
Pseudominolia gradata is een slakkensoort uit de familie van de Trochidae. De wetenschappelijke naam van de soort is voor het eerst geldig gepubliceerd in 1895 door G. B. Sowerby III.